# Покровка (Іглінський район)
Покро́вка (рос. Покровка, башк. Покровка) — присілок у складі Іглінського району Башкортостану, Росія. Входить до складу Тавтімановської сільської ради.
Населення — 143 особи (2010; 164 в 2002).
Національний склад:
- росіяни — 72 %